# 1979年伊朗库尔德人叛乱
1979年伊朗库尔德人叛乱是伊朗境內的庫爾德人發動的起事。库尔德人叛乱始于三月中旬，當時距離伊朗伊斯蘭革命结束仅仅两个月。 
库尔德人起初试图与伊朗伊斯蘭革命後的伊朗新政府结盟，库尔德人當時還特意强调自己的穆斯林身份。伊朗库尔德斯坦民主党起初還批评那些主張尋求庫爾德獨立的人。 不過尽管什叶派库尔德人和一些遜尼派部落领袖认可伊朗新政府，但大多数逊尼派库尔德左翼分子和共产党人仍继续尋求库尔德斯坦独立。最終庫爾德斯坦省的伊朗军营遭到武装组织的袭击。
主要来自伊朗库尔德斯坦民主党的库尔德武装分子占领了马哈巴德，但1980年春，伊斯兰革命卫队发动大规模攻势。 1980年9月两伊战争爆发后，伊朗政府加大力度镇压库尔德人。截至1981年，伊朗警察和伊朗革命卫队已将库尔德武装分子逐出据点，但小规模武装团体仍继续对伊朗民兵发动零星袭击。伊朗庫爾德人的冲突一直持续到1983 年。
伊朗庫爾德人叛乱期间约有10,000 人被杀，其中包括被伊朗政府处决的1,200名库尔德人政治犯。